# Новодмитриевка (Липецкая область)
Новодми́триевка — село Липецкого района Липецкой области России. Административный центр Новодмитриевского сельсовета.

## География
Новодмитриевка стоит в истоке притока реки Кузьминки. Здесь на нём сделан пруд.

## История
В 1868 году после прокладки железной дороги Грязи — Елец здесь возникла станция Чириково. Она получила название по селу Чириково, которое было известно с первой воловины XIX века. Новодмитриевкой стала после открытия станции — по Дмитриевскому церковному приходу. Ново- — так как неподалёку есть другая Дмитриевка, из которой часть жителей переселились сюда.
Постановлением НКВД от 25.06.1919 года посёлок Безымянный Козинской волости Задонского уезда Воронежской губернии близ станции Чириков переименован в Новодмитриевский.
В 1926 году это был посёлок Новодми́триевский.
В 1988 году посёлок железнодорожной станции Чириково и деревня Любо-Чистополье вошли в состав объединённого села Новодмитриевка.

## Население
| 2010 | 2012 |
| ---- | ---- |
| 849  | ↗903 |